# Вотерген 45
Вотерген 45 (англ. Waterhen 45) — індіанська резервація в Канаді, у провінції Манітоба, у межах невключеної частини переписної області №19.

## Населення
За даними перепису 2016 року, індіанська резервація нараховувала 373 особи, показавши скорочення на 2,6%, порівняно з 2011-м роком. Середня густина населення становила 18,7 осіб/км².
З офіційних мов обидвома одночасно не володів жоден з жителів, тільки англійською — 370. Усього 85 осіб вважали рідною мовою не одну з офіційних, з них усі — одну з корінних мов.
Працездатне населення становило 35,8% усього населення, рівень безробіття — 31,6%.

## Клімат
Середня річна температура становить 1,3°C, середня максимальна – 23,2°C, а середня мінімальна – -25,4°C. Середня річна кількість опадів – 524 мм.
| Клімат поселення                              | Клімат поселення | Клімат поселення | Клімат поселення | Клімат поселення | Клімат поселення | Клімат поселення | Клімат поселення | Клімат поселення | Клімат поселення | Клімат поселення | Клімат поселення | Клімат поселення | Клімат поселення |
| Показник                                      | Січ.             | Лют.             | Бер.             | Квіт.            | Трав.            | Черв.            | Лип.             | Серп.            | Вер.             | Жовт.            | Лист.            | Груд.            |                  |
| Середній максимум, °C                         | −13,37           | −9,32            | −2,06            | 7,78             | 15,65            | 21,57            | 23,16            | 21,33            | 15,60            | 8,78             | −1,58            | −11,26           |                  |
| Середня температура, °C                       | −19,39           | −15,34           | −8,1             | 1,75             | 9,60             | 15,53            | 18,97            | 17,13            | 11,40            | 4,60             | −5,76            | −15,44           |                  |
| Середній мінімум, °C                          | −25,41           | −21,37           | −14,14           | −4,27            | 3,57             | 9,52             | 14,77            | 12,94            | 7,21             | 0,40             | −9,95            | −19,64           |                  |
| Норма опадів, мм                              | 24               | 15               | 28               | 30               | 50               | 83               | 76               | 67               | 58               | 40               | 27               | 26               |                  |
| Середньомісячна швидкість вітру, м/с          | 3.50             | 3.60             | 3.70             | 3.90             | 4.00             | 3.80             | 3.40             | 3.50             | 3.90             | 4.10             | 4.00             | 3.70             |                  |
| Середньомісячна сонячна радіація, кДж/м²·день | 3760             | 7135             | 12596            | 17381            | 20480            | 21467            | 21616            | 18065            | 12165            | 7092             | 3768             | 2787             |                  |
| --------------------------------------------- | ---------------- | ---------------- | ---------------- | ---------------- | ---------------- | ---------------- | ---------------- | ---------------- | ---------------- | ---------------- | ---------------- | ---------------- | ---------------- |
| Джерело:                                      |                  |                  |                  |                  |                  |                  |                  |                  |                  |                  |                  |                  |                  |